# 달걀 샐러드
달걀 샐러드(영어: egg salad 에그 샐러드[*])는 삶은 달걀을 허브, 향신료 등과 함께 으깬 뒤 마요네즈에 버무려 만든 샐러드이다.

## 같이 보기
- 올리비예
- 코브 샐러드